# Pibiones

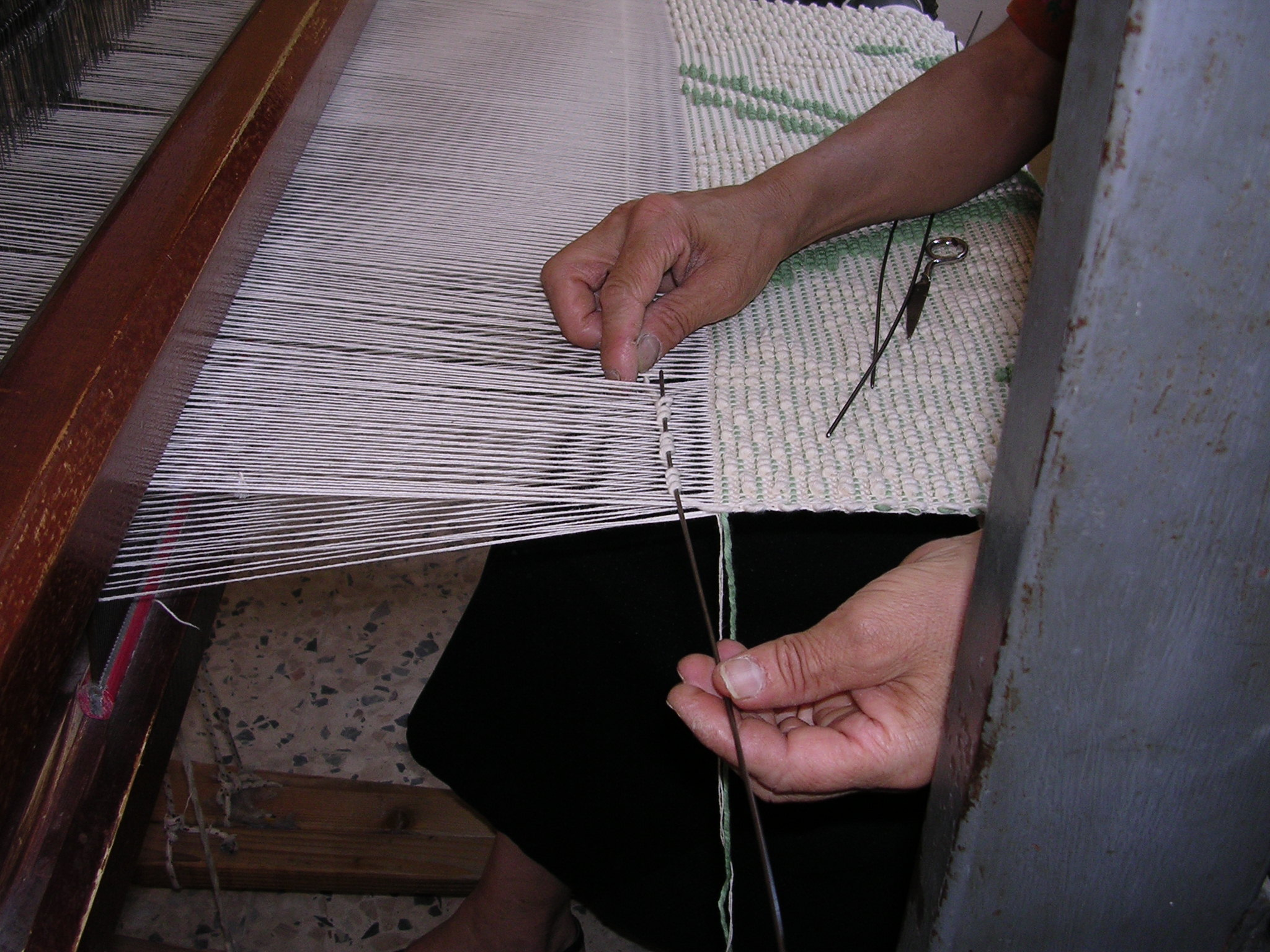
Tissage du pibiones dans le village de Ulassai, Sardaigne

Le pibiones est un tissu et une technique traditionnelle de tissage « à grains » typique de la Sardaigne. Le terme « pibiones » en sarde signifie « grain de raisin », et fait allusion aux petits anneaux de fil qui sortent de la surface du tissu en formant un dessin.
Le centre où l'on trouve le plus grand nombre d'entreprises artisanales pour la production de tissus sardes à pibiones est Samugheo.

## Technique
Le pibiones est un tissu assez lourd et compact. Son armure est une toile où le dessin est créé par un fil de trame supplémenatire, plus gros que ceux qui constituent la toile de fond. On fait passer ce fil supplémentaire, appelé tramone, dans la foule (en), puis on le soulève avec les doigts, en le faisant passer entre deux fils de chaîne proches. On le fait tourner autour d'une délicate baguette métallique appelée agu pour former un petit anneau. Une fois que tous les anneaux de la rangée sont levés, le tramone est bloqué en battant contre la rangée de la trame de fond. La barquette peut alors être désenfilée.
La taille des anneaux est déterminée par le diamettre de la baguette qui est posée sur les fils de chaîne. Le fil n'est levé pour former les anneaux qu'aux points prévus par le schéma, traditionnellement dessiné sur une feuille quadrillée, ce qui crée le dessin. Celui-ci peut être géométrique ou représenter des animaux, des fleurs ou des personnages fortement stylisés.

## Utilisations
Dans l'ancien temps, le pibiones tissé à la main était destiné aux couvre-lits de prix, dits « fànugas », que l'on ne trouvait que dans les trousseaux les plus riches.
De nos jours, il trouve des applications dans de nombreux objets d'ameublement, comme des coussins, des serviettes, des tapis, des toiles. Il est rarement exécuté à la main, et plus fréquemment imité par des métiers mécaniques ou Jacquard.
Réalisé traditionnellement en laine blanche ou écrue, on le trouve aujourd'hui dans de nombreuses couleurs, et également en coton, fibre synthétique ou lin. La couleur de fond différente de celle des anneaux contribue à mettre en évidence le dessin.

### Crédit d'auteurs
- (it) Cet article est partiellement ou en totalité issu de l’article de Wikipédia en italien intitulé « Pibiones » (voir la liste des auteurs).